# Stuckenia × bottnica
Stuckenia × bottnica là một loài thực vật có hoa lai ghép trong họ Potamogetonaceae. Loài này được (Hagstr.) Holub miêu tả khoa học đầu tiên năm 1996.